# ホコサキ
ホコサキ Carcharhinus macloti はメジロザメ属に属するサメの一種。インド太平洋の熱帯域に広く分布し、沿岸に生息する。吻の軟骨が高度に石灰化して硬くなることが特徴で、英名Hardnose sharkもこれに由来する。小型のサメで、全長1.1m。体は細く、背鰭の後端が長く伸びる。体色は青銅色。群居性で、主に硬骨魚を食べる。胎生で2年毎に1-2匹の仔を産む。分布域全域で漁が行われており、IUCNは保全状況を準絶滅危惧としている。

## 分類

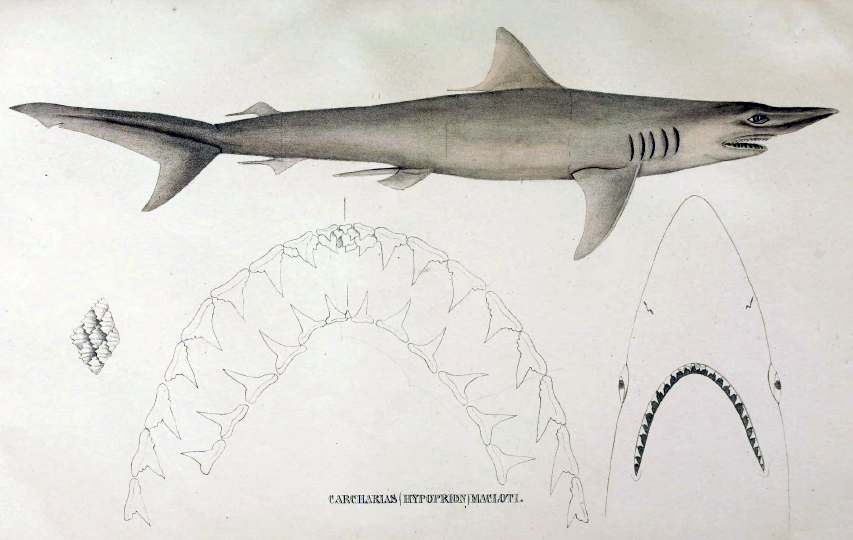
記載論文のイラスト

1839年のSystematische Beschreibung der Plagiostomen において、ドイツの生物学者ヨハネス・ペーター・ミュラーとヤーコプ・ヘンレによって記載された。この時の学名はCarcharias (Hypoprion) macloti で、種小名はニューギニア島でタイプ標本を採集したハインリッヒ・クリスチャン・マックロット(Heinrich Christian Macklot)への献名である。1862年、アメリカの魚類学者テオドール・ギルはHypoprion 亜属を属に昇格させ、本種をそのタイプ種とした。1985年、Jack GarrickによりHypoprion 属はCarcharhinus 属のシノニムとされた。Maclot's sharkという英名もある。

### 系統
系統は完全には解明されていない。1988年の形態系統解析では暫定的にボルネオメジロザメ・Carcharhinus dussumieri ・Carcharhinus hemiodon ・Carcharhinus fitzroyensis ・Carcharhinus porosus ・Carcharhinus sealei ・ホウライザメを含むグループに属するとされた。分子系統解析の結果は一定せず、ある程度形態系統と一致する部分もある。1992年の解析では確たる結果は得られなかったが、2011年にはC. dussumieri 種群に属するという結果が、2012年にはボルネオメジロザメの姉妹群という結果が得られている。
本種の歯化石は、米国のプンゴ川やYorktown Formations・ブラジルのPirabas Formationから産出する。最古の化石は中新世前期（230-160万年前）のものである。

## 形態

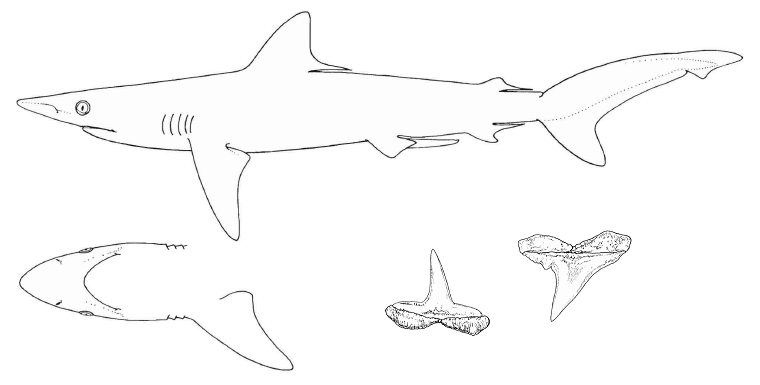
細長い吻を持ち、背鰭の後端が長く伸びる。

体は細く、細長く尖った吻を持つ。他のメジロザメ属の種と異なり、吻の軟骨は高度に石灰化して硬くなっている。眼は丸くてかなり大きく、瞬膜を備える。前鼻弁は小さく、口は弧を描き、口角の唇褶は目立たない。hyomandibular pore（口角にある小孔の列）が拡大しているとする資料もあるが、他の資料では否定されている。歯列は上顎で29-32・下顎で26-29。上顎歯は細く滑らかな尖頭を持ち、左右の基部には非常に粗い鋸歯がある。下顎歯は小さく滑らかである。鰓裂は5対でかなり短い。
胸鰭はかなり短くて尖り、鎌型である。第一背鰭は中程度の大きさで三角形、胸鰭の後端から起始する。第二背鰭は小さくて低く、臀鰭基底の中間から起始する。2基の背鰭の後端は長く伸び、背鰭の間にはわずかな隆起線がある。尾柄には、尾鰭の起始部に顕著な凹窩がある。尾鰭下葉はよく発達し、上葉の後縁先端には欠刻がある。皮膚は重なり合った皮歯で覆われる。各皮歯は楕円形で、3本の水平隆起が縁の突起に向けて走る。背面は青銅色で腹面は白、体側には目立たない淡い帯がある。胸鰭・腹鰭・臀鰭の縁は白くなることがあり、第一背鰭と尾鰭上葉の縁は黒くなることがある。全長1.1mに達する。

## 分布
インド太平洋の熱帯域に広く豊富に生息する。インド洋ではケニアからミャンマーとスリランカ・アンダマン諸島。太平洋ではベトナムから台湾・日本南部、ニューギニアからオーストラリア北部で見られる。浅い沿岸に生息し、最深で170mから報告がある。標識調査ではあまり長距離を移動しないことが示され、放流した個体の30%は最初の捕獲地から50km以内の場所で再捕獲された。最大の移動距離は711kmだった。

## 生態
大きな群れを作り、ホウライザメやCarcharhinus tilstoni を伴うことも多い。雌雄は通常分離している。餌は主に硬骨魚で、頭足類・甲殻類も食べる。寄生虫として回虫のAcanthocheilus rotundatus 、条虫の Otobothrium carcharidis がある。他のメジロザメ類同様に胎生で、卵黄を使い果たした胚は卵黄嚢を胎盤に転換する。雌は2年毎に1-2匹の仔を産む。妊娠期間は12ヶ月。出生時は45-55cm、性成熟時は70-75cm。寿命は最低でも15-20年。

## 人との関わり
人には無害である。分布域の大部分で、刺し網や釣りによる地域漁業・商業漁業で捕獲される。肉は生・干物・塩漬けとして販売されるが、小さいために価値は限られる。繁殖力が低いため乱獲に弱いと考えられ、漁業活動によってそれなりの量が捕獲されていることから、IUCNは保全状況を準絶滅危惧としている。オーストラリア北部では、刺し網による漁獲の13.6%、延縄による漁獲の4.0%を構成している。これによる個体数の減少は見られず、この地域での保全状況は軽度懸念とされている。